# 倫敦水上運動中心
倫敦水上運動中心（英語：London Aquatics Centre）是英國倫敦東部一座室內水上運動中心，有兩座50公尺的游泳池和一座25公尺的跳水池，為2012年夏季奧林匹克運動會的主要場館之一。這座位於東倫敦斯特拉福特奧林匹克公園裡的水上運動中心，由普利茲克建築獎得主札哈·哈蒂設計。
本中心在奧運期間，將舉辦游泳、跳水、水上芭蕾和水球等項目的比賽。在奧運期間，本中心將設置17,500個座位，比賽結束後，將縮減成2500個座位。

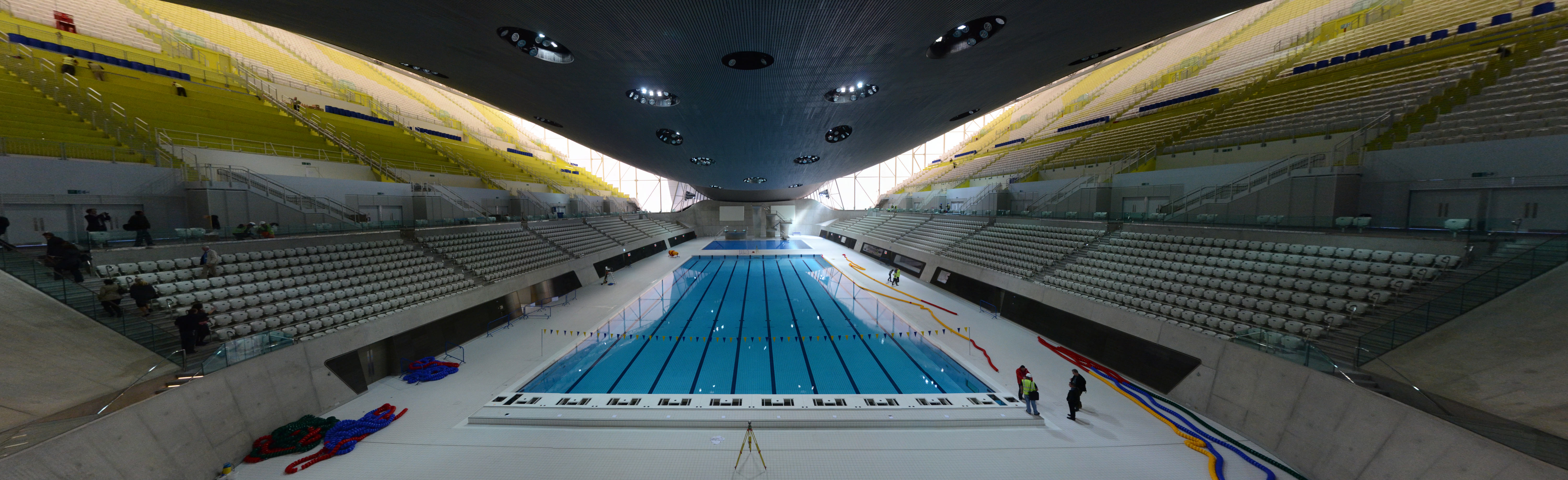
2012年4月測試賽所拍攝的全景

## 英格蘭可以媲美的場地
- 曼徹斯特水上運動中心
- 巽德蘭水上運動中心

## 外部連結
- 2012年倫敦奧運頁面

| 前任： 國家游泳中心 北京 | 夏季奧林匹克運動會游泳比賽 主會場 2012 | 繼任： 里約熱內盧奧林匹克水上運動中心 里約熱內盧 |